# Zdravko Savanović
Zdravko Savanović es un deportista serbio que compite en tiro adaptado. Ganó una medalla de plata en los Juegos Paralímpicos de Tokio 2020, en la prueba de rifle en posición tendida 50 m mixto (clase SH2).

## Palmarés internacional
| Juegos Paralímpicos | Juegos Paralímpicos | Juegos Paralímpicos | Juegos Paralímpicos                      |
| Año                 | Lugar               | Medalla             | Prueba                                   |
| ------------------- | ------------------- | ------------------- | ---------------------------------------- |
| 2020                | Tokio (Japón)       | Medalla de plata    | Rifle en posición tendida 50 m SH2 mixto |